# (6549) Skryabin
(6549) Skryabin ist ein Asteroid des Hauptgürtels, der am 13. August 1988 vom belgischen Astronomen Eric Walter Elst am Observatoire de Haute-Provence (IAU-Code 511) entdeckt wurde.
Der Asteroid gehört der Vesta-Familie an, einer großen Gruppe von Asteroiden, benannt nach (4) Vesta, dem zweitgrößten Asteroiden und drittgrößten Himmelskörper des Hauptgürtels.
Der Himmelskörper wurde nach dem russischen Pianisten und Komponisten Alexander Nikolajewitsch Skrjabin (1872–1915) benannt, der als außergewöhnlich guter Pianist angesehen wird und der die Klaviersonate weiterentwickelte, indem er sie zur Einsätzigkeit führte.